# Carl Bonde (1581–1652)
Carl Philipsson Bonde, född 19 oktober (?) 1581 i Trästena socken, död 29 februari 1652 på Ekebergs herrgård i Lillkyrka socken, var en svensk friherre, kammarherre, riksråd och ståthållare på Västerås slott samt över Västmanland, Dalarna och Bergslagen 1620. Vidare var han ståthållare över Jönköpings län 1624–1625, och över Närke och Värmland samt västra Västmanlands bergslag 1628–1634.

## Biografi
Carl Bonde var son till Filip Jönsson Bonde och hovfunktionären Carin Snakenborg. Han tillhörde den svenska Bondeätten.
När Järle län, även kallat Nora och Linde län, konstituerades år 1641 blev Carl Bonde landshövding över Järle stads hövdingedöme. Han var involverad i byggandet av den ofullbordade Järle kanal.
I sitt äktenskap med Beata Oxenstierna, Axel Oxenstiernas syster, blev han far till riksskattmästaren Gustaf Bonde och landshövding Krister Bonde.
Bonde blev kammardräng hos hertig Karl 1595, och användes därefter tidigt som biträde i frågor rörande bergsbruk, och där kom senare hans främsta verksamhet att ligga, efter några års utländska resor och en tids krigstjänst. Som ståthållare på olika håll i Bergslagen arbetade han aktivt som främjare av såväl järnhanteringen som verksamheten vid Falu koppargruva. 1637 blev han chef för det nyinrättade Bergskollegium. Bonde blev 1633 riksråd och upphöjdes 1651 till friherrligt stånd. Han förlänades då Laihela friherrskap i Österbotten, som 1652 utökades med också Malax socken.
Han lät uppföra Cruuska palatset på Riddarholmen i Stockholm, på en tomt som han 1635 fått av drottning Kristinas förmyndarregering. Han var den förste ägaren till Hässelby slott.
Carl Bonde var också från 1616 innehavare av herrgården Esplunda vid norra Hjälmarstranden. Han ligger begravd i den närbelägna Rinkaby kyrka.

### Familj
Bonde gifte sig första gången 30 maj 1613 med friherrinnan Beata Oxenstierna (1591–1621). Hon var dotter till riksrådet Gustaf Gabrielsson (Oxenstierna) och Barbro Axelsdotter Bielke. De fick tillsammans barnen Catharina Bonde (1614–1652) som var gift med riksrådet Conrad Falkenberg af Trystorp, Margareta Bonde (1615–1658) som var gift med guvernören Nils Kagg, Filip Bonde (född 1616), riksrådet och riksskattmästaren Gustaf Bonde (1620–1667), Brita Bonde (född 1621) och riksrådet och presidenten Christer Bonde (1621–1659) i Kommerskollegium.
Bonde gifte sig andra gången 1624 med Beata Sparre. Hon var dotter till rikskanslern Erik Sparre och grevinnan Ebba Brahe. Beata Sparre var änka efter riksrådet Abraham Leijonhufvud.